# Raufoss Station
Raufoss Station (Raufoss stasjon) er en jernbanestation på Gjøvikbanen i Raufoss i Oppland fylke i Norge. Stationen består af et spor med perron og en stationsbygning opført efter tegninger af arkitekten Paul Armin Due. Stationen ligger 111 km fra Oslo S som sidste stop på Gjøvikbanen før endestationen Gjøvik, 12 km derfra.
Stationen blev etableret som Raufossen 23. december 1901 og fik sit nuværende navn 28. november 1902. Oprindeligt havde den status som holdeplads, men den blev opgraderet til station 1. juli 1910